# Kommentaradverb
Kommentaradverb sowie Modalwort sind in der deutschen Grammatik Bezeichnungen für eine Unterkategorie, oder mehrere verwandte Unterkategorien, der Wortart Adverb. Syntaktisch verhalten sie sich wie Adverbien, funktional werden sie jedoch von manchen Autoren eher mit den Modalpartikeln verglichen als mit anderen Arten von Satzadverbialen: Ähnlich wie die Modalpartikeln liefern sie keinen Beitrag, der zum ausgesagten Satzinhalt zählt (vielmehr wird ihre Leistung dann als „Kommentar über den Satzinhalt“ eingeordnet).

## Terminologie
Die verschiedenen Bezeichnungsvarianten für diese Klasse werden manchmal in ihrer Bedeutung feiner unterschieden, manchmal unterschiedslos gebraucht. 
„Satzadverb“ (in Entsprechung zu engl. sentence adverb) hat eine weitere Bedeutung und bezeichnet alle Adverbien, die keinen Ereignisbezug, sondern propositionalen oder pragmatischen Bezug haben. Dies schließt also Kommentaradverbien meist mit ein, aber auch verschiedene Typen, die nicht unter „Kommentaradverb“ oder „Modalwort“ fallen.
Die engste Version des Begriffs Modalwort bezeichnet nur Wörter, die eine Wahrscheinlichkeit ausdrücken (vielleicht, kaum, vermutlich, sicherlich); sie werden dann als Unterklasse der Adverbien angesehen, gelegentlich aber auch als eigene Wortklasse neben den Adverbien. Die Bezeichnung „Modalwort“ ist von Helbig und Buscha geprägt worden, und ist nicht in allen Schulrichtungen der deutschen Grammatik üblich. Sie können auch als modale oder epistemische (Satz-)Adverbien bezeichnet werden, da sie eine epistemische Modalität ausdrücken.
Gegenüber dieser Klasse können evaluierende (wertende) Kommentaradverbien abgegrenzt werden (leider, bedauerlicherweise, glücklicherweise). Sie werden manchmal aber ebenfalls als „Modalwörter“ in einem weiteren Sinn bezeichnet.
Obwohl Modalwörter meist als Adverbien gezählt werden, ist zu beachten, dass der daneben existierende Terminus „Modaladverb“ in der deutschen Grammatik nicht bedeutungsgleich mit „Modalwort“ ist (auch nicht in einem weiteren Sinn; der Wortbestandteil „modal“ ist dort in einer anderen Bedeutung gemeint).

## Grammatische Eigenschaften
Anders als die Abtönungspartikeln sind Kommentaradverbien nicht auf das Mittelfeld des Satzes beschränkt; sie können auch im Vorfeld stehen (Sie haben immerhin die Prüfung bestanden. Immerhin haben sie die Prüfung bestanden). Üblicherweise verwendet man sie nur in Aussagesätzen. 
Zudem können Kommentaradverbien nicht erfragt werden (also Gegenstand einer Ergänzungsfrage werden). Beispiel:
- Sie schafft das vielleicht → ??Wie schafft sie das?
- Stattdessen nur: Für wie wahrscheinlich hältst du ….[4]

Eine Besonderheit der Modalwörter im engen Sinn ist, dass sie ebenso wie „ja / nein“ als Antwort auf eine Satzfrage dienen können (dies gilt z. B. nicht für evaluative Satzadverbien):
- Wird sie das schaffen? → Vielleicht.

## Liste der Kommentaradverbien im Deutschen
Evaluierende (bewertende) Kommentaradverbien: leider, bedauerlicherweise, glücklicherweise, immerhin, selbstverständlich, natürlich, schließlich, jedenfalls, allerdings, anerkanntermaßen, bekanntermaßen, dummerweise, erfreulicherweise, irrtümlicherweise, jedenfalls, klugerweise, leichtsinnigerweise, leider, lobenswerterweise, seltsamerweise, überraschenderweise, unerwarteterweise, zugegebenermaßen
Epistemische (geltungsbezogene) Adverbien: kaum, möglicherweise, sicherlich, sicher, vielleicht, zweifelsohne, zweifellos
Diese Abgrenzung ist nicht immer eindeutig. Hoffentlich kann sowohl evaluierend als auch epistemisch verwendet werden. Adjektive wie sicher, bestimmt und gewiss können wie Kommentaradverbien verwendet werden.